# Verkaufsagent
Verkaufsagent ist auf dem virtuellen Marktplatz eBay die Bezeichnung für einen Verkäufer, der für Dritte den Verkauf bei ebay gegen eine Gebühr durchführt.
Um als Verkaufsagent zertifiziert werden zu können, muss man auf eBay mindestens 98 % positive Bewertungen erhalten haben, mindestens hundert Bewertungspunkte besitzen, als gewerbliches Mitglied bei eBay angemeldet sein, sowie bestimmte Regeln strikt einhalten – hierzu zählt u. a., dass der Verkaufsagent seine Artikel stets nur unter seinem eigenen Namen verkaufen darf.
Einige Verkaufsagenten betreiben Ladengeschäfte und übernehmen Waren aller Art. Mittlerweile gibt es sogar größere Verkaufsagenten-Ketten in Deutschland (clevereasy.de) oder auch in mehreren Ländern der EU (auktionsbote.de). Das Konzept solcher Verkaufsagenten kommt aus den USA, wo bereits eine große Verkaufsagentenkette dominiert (auktionsdrop.com). Auktionsdrop gilt als Erfinder der Verkaufsagenten Shops. Bereits 2007 sind die meisten der professionellen Verkaufsagenten, die Waren von privat versteigert hatten, wieder verschwunden. Dropshop.de und auktionsbote.de hat den Handel auf Ebay eingestellt. Wie www.wortfilter.de meldet, liegt das an den sinkenden Umsätzen der letzten Jahre.
eBay-Verkaufsagenten müssen bei eBay immer als Gewerbetreibende auftreten, welche die angebotenen Artikel in eigenem Namen verkaufen (eBay Grundsätze).
Damit unterscheidet sich der Verkauf bei eBay von einem gewöhnlichen Kommissionsgeschäft.
Da der eBay-Verkaufsagent als Eigentümer der Ware auftreten muss, ist er auch verpflichtet, die gesetzlichen Vorschriften einzuhalten. Insbesondere ist hier das Fernabsatzgetz und die Gewährleistungspflicht zu nennen.
eBay-Verkaufsagenten, welche versuchen diese Regelungen zu umgehen, laufen Gefahr, von eBay aus dem Handel ausgeschlossen zu werden.
Gerade in Zeiten hoher Arbeitslosigkeit versuchen immer mehr Menschen, sich mit Hilfe dieses Geschäftsmodells selbstständig zu machen – laut einer aktuellen Studie muss jedoch mehr als die Hälfte der Unternehmer ihren Betrieb wieder vorzeitig schließen. Hierfür sind u. a. mangelnde Erfahrung im Online-Geschäft, starker Wettbewerbsdruck sowie fehlendes betriebswirtschaftliches Know-how verantwortlich.